# 阿勒頗攻勢 (2016年6月—9月)
2016年6月開始的阿勒頗攻勢是敘利亞政府軍在阿勒颇發起的軍事行動，試圖切斷反對派僅餘的通往阿勒頗的最後補給路線。
到7月下旬，政府軍對阿勒頗反對派控制區完成包圍，反對派其後多次發起反攻企圖解除包圍，到8月6日終於在阿勒頗西南部成功打通一條新通道。政府軍於9月4日再次成功合圍。

## 初期攻勢
在俄軍大舉空襲後，本次攻勢於2016年6月25日開始。地面部隊開始前進之前，先以猛烈炮火轟擊敵方。敘軍試圖在阿勒頗西北部推進，並試圖逼近反對派僅餘的補給線卡斯泰洛路（Castello Road）。到次日早晨時，俄軍在5小時內進行了超過60次空襲。
6月26日，敘軍攻入馬拉農場（Mallah Farms）。6月28日，敘軍已攻佔馬拉農場一半地方。卡斯泰洛路已落入敘軍地面炮火射程範圍內。俄軍持續猛烈空襲反對派武裝，單在6月27日早上已在Handarat山區和Anadan平原進行了30次空襲。
6月29日，反對派在馬拉的一次反攻被擊退。同日稍後，反對派以兩次自殺式汽車炸彈攻擊逼使敘軍放棄先前在馬拉取得的進展。6月30日，敘軍奪回前一天的所有失地。
7月2日至3日，敘軍攻入馬拉南部，進一步逼近卡斯泰洛路。7月3日，俄軍一枚巡航導彈據報摧毀了反對派在阿勒頗西部的一個BGM-71拖式飛彈儲存庫。7月4日，反對派的一次反攻被擊退。敘軍繼續向馬拉南部推進，並擊退反對派另一次的反攻。
7月7日，親政府部隊攻佔馬拉南部，距離卡斯泰洛路不到1公里，並攻佔俯瞰卡斯泰洛路的一座小山。敘軍的火炮已足以封鎖卡斯泰洛路，這意味反對派通往阿勒頗的最後一條補給線已被切斷。反對派試圖奪回該座小山但被擊退。
7月9日，反對派以自殺式汽車炸彈客為先鋒，向卡斯泰洛路附近的敘軍據點展開反攻，最終被擊退。當日夜間，反對派集結兵力準備再次反攻，俄軍對通往馬拉農場的道路上的反對派部隊展開猛烈空襲。到次日，反對派在馬拉的反攻已停止。總計有29至75名反對派武裝分子在反攻中陣亡。
7月12日，反對派再次向馬拉發起反攻，到次日被擊退。

## 敘軍合圍
7月17日，敘政府軍與真主黨部隊推進至卡斯泰洛路，反對派控制的阿勒頗東部完全陷入包圍。敘軍隨即在卡斯泰洛路堆起沙包路障。同日稍後，反對派向卡斯泰洛路發起反攻，到7月18日，該次反攻被擊退。
一位反對派指揮官表示他們沒有通往外界的地道，包圍圈內有30萬人，而倉存糧食僅夠支撐兩三個月。
7月20日，反對派向卡斯泰洛路發起的另一次反攻被擊退。7月21日，反對派在地道引爆炸彈，38名親政府部隊士兵喪生。
7月26日，敘軍在阿勒頗西北部攻佔更多地方。7月27日，反對派部隊攻擊阿勒頗的庫爾德人控制區，但被庫族部隊擊退。同日稍後，敘利亞軍方正式宣佈已切斷反對派所有通往阿勒頗的補給路線。
7月28日，敘利亞總統巴沙尔·阿萨德宣佈特赦那些在今後3個月內向政府歸降的武裝分子。俄羅斯國防部長谢尔盖·绍伊古表示總統普京下令在阿勒頗外圍展開大規模的人道主義救援行動，幫助那些被恐怖分子脅持的平民和有意放下武器的武裝分子。紹伊古表示有3條人道主義走廊開放讓居民離開。反對派阻止居民經人道主義走廊離開，只有很少居民成功離開被包圍的反對派控制區。估計有約10,000名反對派武裝分子在包圍圈內。

## 反對派解圍戰
7月31日，征服軍在阿勒頗以南和以北發起反攻，試圖解除阿勒頗之圍。據報反對派投入8,000至10,000名戰士、95輛坦克和大量自殺炸彈客進行反攻。俄軍對反對派展開猛烈空襲，試圖擊退反對派的進攻。8月1日，俄羅斯軍方宣稱敘政府軍和民兵在俄羅斯空軍支援下，在阿勒頗擊退反對派部隊的進攻，共消滅800多名武裝分子，擊毀14輛坦克和10輛步兵戰車。
8月2日，反對派向阿勒頗西南部的拉穆薩（Ramouseh）區發起進攻，最終被擊退。
8月4日，反對派向拉穆薩區和Al-‘Amariyah區發起進攻，攻佔Al-‘Amariyah區和附近的一座小山，或至少一部分。8月5日，敘軍收復在4日的失地，包括Al-‘Amariyah區在內。
8月5日稍後征服軍進攻位於拉穆薩區的軍事學院，以自殺炸彈汽車加上猛烈炮轟突破政府軍陣地，攻入炮兵學校。反對派隨後攻佔軍事學院更多地方，包圍圈內的反對派部隊也從東面進攻拉穆薩區，在兩面夾擊下，反對派成功佔領拉穆薩區並解除敘軍對阿勒頗東部的包圍，但是反對派在阿勒頗西南部新打通的通道仍受敘軍火力威脅而不安全。
「敘利亞人權觀察」表示從7月31日反對派發動解圍戰以來，至8月6日雙方合計有超過700名士兵陣亡，大部分是反對派，因為敘軍有空中優勢和得到俄軍密集空襲支援。單是8月6日一日內雙方合計已有200名士兵陣亡。7月31日至8月6日期間有至少130名平民在阿勒頗喪生，大部分是在反對派炮轟敘政府控制區時喪生。

## 拉鋸戰
8月11日，敘軍在拉穆薩區一帶發起自從反對派解圍以來的第一次反攻，初時有少許進展，但很快被反對派擊退。
8月14日，老虎部隊在水泥廠的一次伏擊中據報造成了數十名征服沙姆陣線（前稱「努斯拉陣線」）和突厥斯坦伊斯兰党武裝分子陣亡。在阿勒頗西部，反對派於Zahraa區發起的一次進攻被政府軍擊退。在隨後的夜間，敘軍與真主黨向1070房屋區發起反攻，政府方面宣稱在該區取得顯著進展。經過8月15日一整日的戰鬥後，親政府部隊在俄軍空襲支援下終於在8月16日早上攻破反對派第一層防線，並控制1070小區約80%的地方。
8月17日，政府軍向早前失守的空軍技術學校發起反攻。領導該次反攻的Deeb Bazi准將是該校的司令官，在當日戰事中陣亡。反對派的反攻最終逼使政府軍撤退。8月18日，政府軍一度攻佔阿勒頗南郊的Al-Qarassi、Tal Sanourabat和Al-‘Amariyah三個村莊。反對派於同日稍後奪回該三個村莊。
8月19日，共和國衛隊援軍從大馬士革抵達阿勒頗。同日敘軍向炮兵學校發起新的進攻，同時敘軍也向Al-Qarassi發起另一次進攻。在隨後的夜間，政府軍攻佔Tal Al-Aqra。
至2016年8月中，雖然反對派部隊在本次戰役中死傷慘重，不過據報陣亡的大多是新兵，征服沙姆陣線等部隊的骨幹力量損失不大。
8月21日，政府軍攻佔Umm Qara小山，從那裡可以俯瞰汗土曼（Khan Touman）－拉穆薩公路，政府軍也攻佔了SyriaTel小山。同日稍後，反對派的反攻逼使政府軍撤離Umm Qara。
8月22日，親政府部隊控制了拉穆薩迴旋處和橋樑後，進攻炮兵學校，與防守該地的反對派爆發激戰。此外，老虎部隊等敘軍試圖重奪Umm Qara山的控制權，到8月23日終於成功。
8月30日，敘軍和真主黨部隊攻佔Tal Sanourbat小山。

## 敘軍第二次合圍
9月2日，敘軍和真主黨部隊進攻軍械學校，遇到防守的征服軍頑強抵抗，攻守雙方都傷亡不少。到9月4日，以老虎部隊為首的敘軍聯同聖城旅攻佔軍械學校，敘軍與真主黨部隊再攻佔炮兵學校，其他敘軍則進攻空軍技術學校，政府軍一方最終收復整個軍事學院建築群，再次包圍阿勒頗東部。
9月5日，敘軍在阿勒頗南部攻佔更多地方。9月8日，經過3天激戰後，政府軍完全收復拉穆薩區。
在美國與俄羅斯新達成的敘利亞內戰停火協議於9月12日宰牲節日落時生效前，敘利亞政府表示同意停火，本次阿勒頗攻勢結束。停火屆滿後，敘政府軍在俄空軍支援下於9月22日發起新一輪攻勢。